# LK-99
LK-99는 겉으로 보기에 회흑색을 띄는 상온 고체 물질이다. LK-99는 납-인회석 구조에 소량의 구리가 도핑된 변형된 육방정계 구조를 가지고 있다. 이 물질은 고려대학교의 이석배, 김지훈 연구팀이 처음으로 발견하고 제조했다. 연구팀은 LK-99가 상압 400 K (127 °C) 이하의 온도 환경에서 초전도체의 성질을 보이는 상온 초전도체라고 주장한다.
2023년 8월 중순 넘어까지도 LK-99는 아직까지 초전도 성질이 확인되지 않았다. LK-99의 합성과 초전도 현상의 확인은 동료평가를 거치거나 독립된 타 연구팀이 재현하지 못했다. LK-99가 상온 초전도체라는 발견팀의 주장은 널리 공유되었으나 주류 과학계에서는 그 주장이 매우 특이한데 비해 발표 논문은 여러 오류와 기존 논문의 수치와의 너무 큰 차이 등으로 회의적인 반응을 보였다. 독립적인 여러 연구팀이 한국 연구팀의 발견을 재현하려 시도하고 있으며, 물질의 합성 과정 자체는 간단하기 때문에 2023년 8월 내에 결과가 나올 것으로 예상된다.
이번 물질 발견과 관련된 초기 연구 자료는 arXiv에 업로드되었다. 이석배 교수는 업로드된 출판 전 논문은 불완전한 상태라고 주장했고, 공저자인 김현탁은 논문 중 한 편에 문제가 있다고 주장했다.

## 화학적 특징
LK-99의 화학식은 Pb9Cu(PO4)6O으로, 순수한 납-인회석(Pb10(PO4)6O)과 비교하면 인회석 구조의 2번 위치의 1/4 가량이 Pb(II) 이온 대신 Cu(II) 이온으로 치환된 형태이다.

### 합성
이석배 등의 연구팀은 논문에서 LK-99를 화학적으로 합성하는 방법을 아래와 같이 밝혔다. 우선 산화 납(II)(PbO)과 황산 납(II)(Pb(SO4)) 분말을 1:1의 분자비로 혼합한 후 725 °C (1,000 K)의 온도에 24시간동안 구워 라나카이트를 제조한다. 논문의 본문에서는 공기 중에서 굽는다고 설명했으나, 논문의 그림에서는 진공 속에서 굽는다고 표기되어 있다. 때문에 정확한 제조 환경은 알 수 없다.
PbO + Pb(SO4) → Pb2(SO4)O
여기에 구리(Cu)와 인(P) 분말을 3:1의 분자비로 혼합한 후 진공 상태의 밀폐된 튜브 내에서 550 °C (820 K; 1,000 °F)의 온도에 48시간동안 구워 인화 구리(I)(Cu3P)를 제조한다.
3Cu + P → Cu3P
라나카이트와 인화구리 결정을 다시 분말 형태로 분쇄하여 진공 상태의 밀폐된 튜브 내에서 925 °C (1,200 K; 1,700 °F)의 온도에 5-20시간 동안 구워 LK-99를 제조한다.
Pb2(SO4)O + Cu3P + O2 (g) → Pb10-xCux(PO4)6O + S (g), 여기서 (0.9 < x < 1.1)

## 물리적 특징

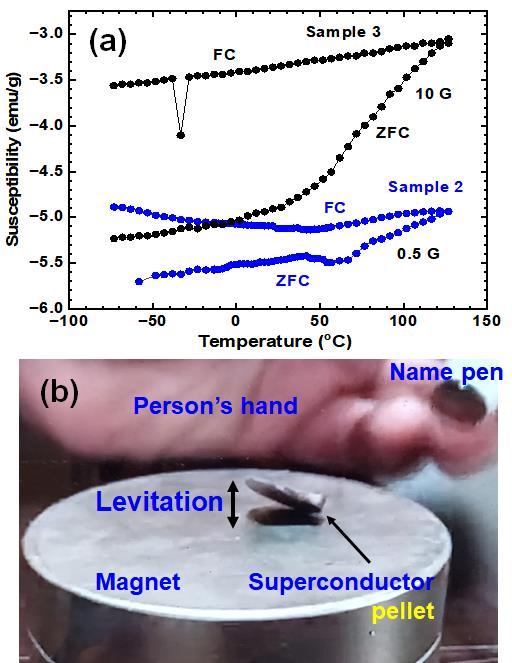
(a) LK-99의 반자성 민감도 측정 그래프, (b) 큰 자석 위에서 일부분이 공중에 떠 있는 LK-99의 표본

개발팀은 LK-99를 상온 초전도체라고 주장하고 있다.:1 논문에서는 LK-99가 매우 강력한 반자성 성질을 띄고 있다고 썼으며, 큰 자석 위에 일부분이 공중에 떠 있는 LK-99 표본을 촬영한 영상도 같이 공개되었다. 아직 완벽한 마이스너효과는 아니지만 샘플에 따라 흑연의 22.7배에서 5450배에 달하는 반자성을 관측하였다.

### 초전도 현상 가설
LK-99에 대한 핵심 주장 가운데 하나는 1차원 초전도체라는 것이다. 전자의 자유도를 제한하여 1차원 방향으로만 움직일 수 있기 때문에 임계온도가 더 올라간다고 한다.
단 세부사항으로 넘어가면 연구팀이 제시하는 초전도 현상을 설명하는 가설은 여러가지가 있고 모두 다르다. 각 가설이 서로 관련되어 있는지 독립적인 가설인지는 확실하지 않다.

#### 전자 초유체 이론
이석배-김지훈이 주로 기여한 논문에서 주장하고 있는 가설이다. 1990년대 최동식 교수의 주장과 맞닿아 있으며 직접적 또는 간접적으로 니콜라이 보골류보프의 이론에 근거하고 있는 것으로 보인다. 전자의 흐름은 유체와 같고, 저항은 유체의 점성과 같으며, 특정 조건에서 액체와 같이 움직이던 전자의 흐름이 초유체처럼 상전이할 때 전자들이 집단 진동을 갖게 되며 한 쪽 끝에 전자가 유입되면 다른쪽 끝으로 밀려나는 연쇄적인 이동이 저항 없이 일어나며 초전도 현상이 나타난다는 이론이다. 초전도체가 임계온도를 넘으며 초전도성을 보일 때 나타나는 열용량을 비롯한 각종 물리량의 변화는 액체 상전이와 유사하다.
최동식 교수는 초전도 현상을 설명하는데 쿠퍼 쌍이 유용한 도구가 아니라고 보았다. 전체 전자가 모두 같은 진동을 갖게 되면, 당연히 그 가운데 2개의 전자도 같은 진동을 하게 되므로 맞고 틀리고를 떠나 유용하지 않다는 것이다. 모든 전자가 동일한 진동을 갖는다는 점은 초유체와 유사한 특성이다.

#### 양자우물이론
양자우물이론은 권영완이 저자로 포함된 논문에서 주장하고 있는 가설이다.
Pb2+ 이온(직경 133 pm로 측정) 중 일부가 Cu2+ 이온(직경 87 pm로 측정)으로 치환되면 부피가 0.48% 감소하면서 물질 내부로 향하는 내부응력이 발생한다고 주장한다. 이 내부응력은 납(I)과 인화물([PO4]3−) 사이에 일종의 이종접합 양자 우물을 만들어내고 연구팀에 따르면 이는 초전도 양자 우물(superconducting quantum well, SQW)을 만들어낸다고 주장한다.
이석배 등의 연구진은 자성을 띄지 않는 구리시료에 LK-99를 화학기상증착을 이용해 적용하면 LK-99에 자기장에 대한 반응이 나타나는데, 마이스너 효과를 보이는 것이라고 주장했다. 순수한 납-인회석(apatite)은 절연체지만, 연구진은 구리가 도핑된 납-인회석인 LK-99는 초전도체이며 임계점 이상의 온도에서는 금속이라고 주장한다.

#### BR-BCS이론
BR-BCS이론은 김현탁 교수가 저자로 포함된 논문에서 주장하고 있는 가설이다. 상온 초전도체를 주장하는 논문은 2021년 김현탁 교수의 논문을 바탕으로 BR-BCS 이론에 따른 초전도 원리를 설명했는데, 여기서 BR 이론은 윌리엄 F. 브릭먼(Brinkman)과 토마스 모리스 라이스(Rice)의 1970년 고전적 연구에 바탕을 두고 있으며, BCS 이론은 표준 바딘-쿠퍼-슈리퍼 이론에서 유래한 말이지만 이 2021년 논문은 현재 인용횟수가 10회 미만이며 동료평가가 느슨하고 논란이 많았던 논문을 자주 실었던 오픈 액세스 저널인 《사이언티픽 리포츠》에 게재되어 주류물리학계의 초전도 현상 설명과는 거리가 꽤 있다. 김현탁 교수의 주장에 따르면 기존의 BCS이론은 1종초전도체만 설명하는데 그쳤지만, BR-BCS이론으로는 2종초전도체를 포함해 완전한 설명이 가능하다.
또한 이석배 등의 연구진은 논란의 여지가 많았던 다른 초전도 연구인 호르헤 E. 이르스크의 "홀 초전도" 이론도 같이 인용했다.

#### 기타 이론
2023년 8월 1일 로런스 버클리 국립연구소의 시네아드 그리핀이 밀도범함수 이론과 빈 Ab 이니티오 시뮬레이션 패키지(VASP)를 이용해 LK-99의 내부구조를 분석하는 출판 전 논문 프리프린트를 공개했다. 이 분석에서는 구리로 치환된 납-인회석이 고온 초전도체에서 흔히 볼 수 있는 고립 플랫 밴드 퍼텐셜을 생성할 수 있는 매커니즘이 존재할 가능성이 있음을 제시했다. 이와 유사하게, 다른 연구에서도 유사한 플랫 밴드를 발견해 LK-99가 모트 혹은 전하이동 절연체로 (초)전도성을 보이기 위해서는 전자 혹은 진공 도핑이 필요하다고 결론내렸다.

### 반자성 이론
1차원 초전도체에는 마이스너 효과를 볼 수 없지만, 김현탁 교수의 주장에 따르면 LK-99의 시료는 마이스너 효과는 관측하지 못했지만, 순도가 높지는 않음에도 불구하고 흑연의 5450배에 달하는 강한 반자성을 보인다.
이것은 LK-99 내부의 단결정은 1차원 초전도체이지만, 연구진이 만든 시료는 무수한 1차원 단결정이 무작위로 배치되어 만들어진 3차원 시료로써, 일정한 순도 이상으로 1차원 단결정이 배치되면 각각의 단결정 사이가 이어지면서 거시적인 3차원 구조에서도 초전도성도 갖고 반자성도 갖는 것으로 볼 수 있다.
최동식 교수는 단결정과 복합체는 물성이 매우 다를 수 있다는 점을 지적하였다.

## 이름
LK-99라는 이름은 발견자 두 명의 이니셜(이석배의 L, 김지훈의 K)과 발견년도(1999)에서 따온 것이다. 이 두 사람은 원래 1990년대에 고려대학교의 최동식 교수와 함께 연구했다.
2008년 고려대학교의 연구원들은 퀀텀에너지연구소를 설립했다. 이후 이석배는 퀀텀에너지연구소의 소장이 되었고 김지훈은 퀀텀에너지연구소의 연구개발(R&D) 디렉터를 맡았다.

## 공개 역사
첫 논문은 2020년에 《네이처》에 제출되었지만 게재가 거부되었다. 그해 초 랑가 P. 디아스가 만든 상온 초전도체에 관련된 비슷한 연구가 네이처에 제출되었으나 회의적인 반응이 돌아왔고, 2022년 디아스의 연구는 데이터가 날조되었음이 밝혀져 전부 게재 철회되었다.
2020년에는 이석배와 김지훈이 특허 출원을 냈다. 2021년에 두 번째 특허 출원(권영완이 추가됨)이 제출되었고 2023년 3월 3일 공개되었다. 2023년 4월 4일에는 퀀텀에너지연구소에서 "LK-99"와 관련된 상표가 대한민국에 출원되었다.
2023년 2월에는 퀀텀에너지연구소에서 구리판 위에 열증착된 얕은 LK-99 막이 특정한 자기적 특성을 보여주는 동영상을 유튜브에 업로드했다.

### 학술 논문과 프리프린트
2023년에는 초기의 연구 결과를 정리한 학술 논문이 연이어 발표되었으며, 총 7명의 저자가 LK-99에 관련된 4개 논문을 작성했다.
2023년 3월 31일에는 《한국결정성장학회지》에 〈상온상압 초전도체(LK-99) 개발을 위한 고찰 〉이라는 한국어 논문이 업로드되었다. 4월 18일에 게재가 허가되었으나 3개월이 지나서야 널리 읽히기 시작했다.
2023년 7월 22일 두 편의 프리프린트가 arXiv에 업로드되었다. 한 편은 권영완 전 퀀텀에너지연구소 CTO가 제3저자로 등록되었다. 다른 한 편으로는 김현탁 전 한국전자통신연구원 책임연구원 겸 윌리엄 & 메리 칼리지 교수가 제3저자로 등록되었다. 7월 23일 LK-99 연구 결과는 동료평가를 위해 《APL 매트리얼즈》에도 제출되었다.
2023년 7월 28일 권영완은 고려대학교가 주최한 심포지엄에서 연구 결과를 발표했다. 같은 날 연합뉴스에서는 고려대학교 관계자의 말을 인용하여 권영완은 더 이상 고려대학교와 연락되지 않았다고 보도했다. 또한 이 보도에서는 권영완은 4개월 전에 연구소를 퇴직했으며, LK-99와 관련된 학술논문은 미완성 상태였으며 논문을 다른 저자와의 상의나 허락 없이 arXiv에 업로드했다는 타 저자의 주장도 보도했다.
2023년 7월 31일에는 카필 쿠마르 등의 연구진이 논문대로 결정을 제조하여 엑스선결정학(XRD)을 사용해 LK-99의 구조를 분석했지만 자성이나 공중부양 현상은 관측하지 못했다는 프리프린트를 arXiv에 게재했다.
2023년 8월 1일 퀀텀에너지연구소 관계자는 SBS 뉴스와의 인터뷰에서 논문에 언급한 원본 샘플을 "조만간 검증을 위해 세상에 공개할 것"이라고 말했다.
2023년 8월 2일, 한국초전도저온학회는 LK-99 검증위원회를 발족시켰다. LK-99 검증위원회는 퀀텀에너지연구소 측에 고품질 샘플을 요청했다. 그러나 퀀텀에너지연구소 측은 LK-99에 대한 세 번째 논문을 준비 중이며 해당 논문이 게재되기 전에는 샘플을 제공하기 어렵다고 응답했다. 심사는 2~4주 걸린다고 하고 더 늦어질 수도 있다고 한다.

### 저자
LK-99와 관련된 논문의 저자와 감사의 말(Acknowledged)에 올라간 이름은 다음과 같다.
| 저자기관             | 이석배 | 김지훈   | 김현탁 | 임성연       | 안수민       | 권영완       | 오근호       | 최동식       |
| -------------------- | ------ | -------- | ------ | ------------ | ------------ | ------------ | ------------ | ------------ |
| 한양대학교           |        |          |        |              |              |              | 명예교수     |              |
| KIST                 |        |          |        |              |              | 전 연구교수† |              |              |
| W&M                  |        |          | 교수   |              |              |              |              |              |
| (주)퀀텀에너지연구소 | CEO    | 연구이사 |        | 예           | 예           | 전 CTO       | CTO          |              |
| 특허 (2020)          | 1      | 2        |        |              |              |              |              |              |
| 특허 (2021)          | 1      | 2        |        |              |              | 3            |              |              |
| Lee & Kim+ (2023a)   | 1      | 2        |        | 3            | 4            | 5            | 6            | Acknowledged |
| Lee & Kim+ (2023b)   | 1      | 2        |        | Acknowledged | Acknowledged | 3            | Acknowledged |              |
| Lee & Kim+ (2023c)   | 1      | 2        | 3      | 4            | 5            | Acknowledged | 6            | Acknowledged |

여기서 1은 제1저자, 2는 제2저자 등 숫자는 n번째 저자를 의미한다.

## 반응
재료과학자와 초전도체 연구자들은 회의적인 반응을 보였다. 공개 당시 가장 높은 온도까지 동작했던 초전도체는 란타늄화 십수소(H10La)로 170 기가파스칼 (1,700,000 atm; 25,000,000 psi) 이상의 압력에서 250 K (−20 °C; −10 °F)의 임계온도를 가졌다. 대기압 환경에서 가장 높은 온도에까지 초전도성을 보이는 물질은 구리계 초전도체로 대략 138 K (−135 °C)의 온도에서까지 초전도성을 가지고 있다.
2023년 8월 2일, 한국초전도저온학회는 LK-99에 대한 여러 논란과 검증되지 않은 주장에 대응하기 위해 검증위원회를 구성하여 LK-99가 초전도체인지를 분석하겠다고 발표했다. 검증위원회에는 김창영 서울대학교 교수가 위원장을 맡았고 서울대학교, 성균관대학교, 포항공과대학교 연구실이 검증을 맡기로 했다. 검증위원회는 구성 당시 개발진 등이 7월 22일 공개했던 두 편의 아카이브 논문이나 공개된 영상을 가지고 LK-99가 초전도체라고 할 수 없다고 발표했다.
2023년 8월 14일 현재까지도 공개된 자료를 가지고는 LK-99의 자화 특성이 어떻게 변화할 수 있는지, 비열이 어떻게 변화하는지나 전이온도에서 물질 특성 변화가 어떤지를 전혀 입증할 수 없어 측정된 특성만 가지고는 LK-99를 초전도체라고 말할 수 없다. LK-99의 부분적인 자기부상 현상에 대해서는 일종의 유사 비초전도적 반자성으로도 설명이 가능하다.

### 대중의 반응
7월 22일 논문이 공개된 이후 그 다음주부터 트위터 등의 소셜 네트워크 서비스에서 상온 초전도체에 관한 소식이 전해졌다. 발견 주장이 퍼져나가면서 트위터나 지후 등지에서 러시아와 중국의 가명을 사용하는 사용자들이 LK-99를 재현했다는 게시물이 올라왔다. 여러 시사평론가들은 관심을 보였으나 언론과 인터뷰한 과학자들은 대부분 회의적인 반응을 보였다.
2023년 8월 1일 업로드된 화중과기대학의 동영상에서는 마이크로미터 크기의 LK-99 샘플이 공중 부양하는 모습을 보여주면서 중국의 소셜 미디어에서 널리 퍼졌다. 수백만 회의 조회수를 기록한 이 영상은 다음 날 빌리빌리에서 두 번째로 조회수가 많은 영상으로 기록되었다. 하지만 중국과학원의 한 연구원은 언론과의 인터뷰에서 이 동영상의 논평을 거부하며 "말도 안되는 주장"이라고 일축했다. 이 영상이 서구권의 소셜 미디어에도 퍼지면서 대중의 흥분은 커졌으며, 한 온라인 예측 사이트에서는 복제 성공 가능성을 60%로 내다보기도 했다. 8월 초까지 며칠간 트위터에서 LK-99에 관한 밈이 유행하면서 사용자들은 "떠다니는 바위"에 대한 밈을 만들거나 초전도체와 관련된 주식을 추천하기도 했다. 이 연구로 한국과 중국의 여러 기술주 주가가 급등했다는 보도도 이어졌다.

## 재현 시도
제작한 연구진들이 시행한 첫 실험은 2020년 완료되었다고 밝혔으나 2023년 8월 3일 현재까지 타 연구팀에서 재현 시도에 성공한 곳은 없다. 재현 시도가 이뤄지는 곳들도 아직까지 동료평가가 진행되지 않았다. 2023년 7월 논문 발표 이후 여러 독립적인 연구팀이 재현을 시도하기 시작했으며 수 주 내에 결과가 나올 것으로 예상된다는 보고도 나왔다. 하지만 진짜라는 결과는 빠르게 나올 수 있지만, 부정적인 결과는 "위조라는 걸 확증하기 위해 모든 가능성을 검증해야 하고 많은 시간이 걸리기 때문에" 상당히 느리게 나올 것으로 예상된다.
발표 이후 시작된 여러 재현 시도는 온라인 상에서의 재현 시도 추적자들의 도움을 받아 전 세계적으로 확인할 수 있게 되었고 새로운 발표와 현재 상태 업데이트를 목록화하여 체크하고 있다. 몇몇 연구진들은 정식 결과를 발표하기 전에 짤막한 이미지나 영상을 공개하며 대중에게 큰 관심을 받았다. 2023년 8월 1일 중국 화중과기대학 연구팀은 두 번째 재현 시도에서 자기 부상 현상을 보이는 작은 조각들을 만들었다고 보고했다. 8월 2일에는 중국 동남대학의 연구팀이 약 110 K (−163 °C; −262 °F)의 온도에서까지 LK-99 조각의 저항이 0이었다고 보고했다. 메릴랜드 대학의 초전도 연구팀은 이들의 보고에는 여러 인위적인 흔적이 보였고, 예상했던데로의 저항이 0으로 뚝 떨어지는 현상이 보이지 않았으며 결과의 노이즈가 심하고 초전도체 측정에 필요한, 10 µΩ 이하의 저항을 정밀하게 측정하지 못해 신뢰하기 어렵다고 비판했다.
| 연구진                                             | 국가           | 상태           | 결과 | 출판물 참조                                                                                         |
| -------------------------------------------------- | -------------- | -------------- | --- | --------------------------------------------------------------------------------------------------- |
| 화중과기대학                                       | 중화인민공화국 | 예비 결과 발표 | 수 마이크로미터 길이의 조각에서 반자성 반응이 나타났다. 저항은 0으로 측정되지 않았다. 샘플의 순도가 중요할 것이라고 발표했다. | 결과 논문 없음. 창하이신 교수 휘하 연구팀이 빌리빌리에 근거라고 주장하는 동영상 업로드함 언론 보도: |
| 베이징 항공항천대학                                | 중화인민공화국 | 예비 결과 발표 | 반자성이 관측되지 않았으며, LK-99는 초전도체와 맞지 않는 높은 저항을 보였다.                                                  | arXiv: Li Liu, et al. 언론 보도:                                                                    |
| 동남대학                                           | 중화인민공화국 | 예비 결과 발표 | 재현한 LK-99를 X선 회절로 구조를 확인했다. 100 K 이하에서 저항이 0을 보였으나 마이스너 효과는 관측되지 않았다고 발표했다.     | arXiv: Qiang Hou, et al. 메릴랜드 대학의 응집물질이론센터 연구진들이 비판 검토를 올림. 언론 보도:   |
| 베이징 대학                                        | 중화인민공화국 | 예비 결과 발표 | 제조한 샘플에서 마이스너 효과나 저항이 0으로 떨어지는 현상이 관측되지 않았다.                                                 | arXiv: Kaizhen Guo, et al.                                                                          |
| 상하이 대학                                        | 중화인민공화국 | 미발표         | LK-99 분말은 자성에 민감함을 관측했다. 예비 결과에서는 반자성이 관측되지 않았다.                                              | 뉴스 보고: 언론에서 인터뷰 발표                                                                     |
| 취푸사범대학                                       | 중화인민공화국 | 미발표         | 샘플에서 저항 0이 관측되지 않았다.                                                                                            | 언론 보도:                                                                                          |
| 인도 국립물리연구소 (CSIR-NPLI)                    | 인도           | 예비 결과 발표 | X선 회절로 구조를 확인했다. 반자성은 관측되지 않았으며 초전도 특성 측정은 불완전했다.                                         | arXiv: Kapil Kumar, et al. 언론 보도:                                                               |
| 국립 타이완 대학                                   | 대만           | 미발표         | 샘플에 자성 성질이 있었을 뿐 아니라 저항이 0이 아니였고 초전도 특성도 관측하지 못했다.                                        | Li-min, et al. 라이브 스트림: 언론 보도:                                                            |
| 베르다 스페이스 인덕스트리 & 서던캘리포니아 대학교 | 미국           | 미발표         | LK-99 합성에 성공한 것으로 추정된다. 자기장에 반응하여 부분적으로 작은 샘플이 떠오르는 모습을 촬영한 영상이 공개되었다.       | 트위치에서 재현 시도를 생중계했다. 제조한 샘플은 서던캘리포니아 대학교가 분석했다. 언론 보도:       |
| 아곤 국립 연구소                                   | 미국           | 알 수 없음     | 보고되지 않음 | 언론 보도:                                                                                          |
| 성균관대학교                                       | 대한민국       | 알 수 없음     | 보고되지 않음 | 검증위원회가 LK-99를 분석중인 것으로 알려졌다.                                                      |
| 고려대학교                                         | 대한민국       | 알 수 없음     | 보고되지 않음 | 검증위원회가 LK-99를 분석중인 것으로 알려졌다.                                                      |
| 서울대학교                                         | 대한민국       | 알 수 없음     | 보고되지 않음 | 검증위원회가 LK-99를 분석중인 것으로 알려졌다.                                                      |

1. ↑  기타 진행중인 재현 시도 보고에 대해서는 다음 별도의 영문판 토론 문서 참조.

### 이론 연구
처음 LK-99를 보고한 논문에서는 초전도를 일으키는 원리를 이론적으로 설명하는 데 매우 부실했다. 이후 타 연구소에서의 분석을 통해 LK-99의 물리적 특성과 관련된 추가 시뮬레이션과 이론 평가가 등장하기 시작했다.
| 연구진                                                                 | 국가                       | 결과 | 출판물 참조                                 |
| ---------------------------------------------------------------------- | -------------------------- | --- | ------------------------------------------- |
| 중국과학원 (SYNL)                                                      | 중화인민공화국             | LK-99와 비슷한 변종 물질에 대한 제1원리를 연구했다. 상온 초전도에 대한 의견은 없으나 금이 도핑된 인회석에서 더 강력한 초전도 효과가 나타날 수 있다고 제안했다.                                                                        | arXiv: Junwen Lai, et al. 언론 반응:        |
| 로런스 버클리 국립연구소                                               | 미국                       | 단순화한 3D 구조에서 DFT 분석을 통해 초전도 현상에 유리할 수 있는 가능한 전자구조를 탐색했으며 격자상수도 약간 감소했다고 분석했다.                                                                                                   | arXiv: Sinéad Griffin.분석: Media mentions: |
| 서북대학 & 빈 공과대학교                                               | 중화인민공화국, 오스트리아 | DFT 분석에서 비슷한 결과가 나왔다. 초전도 현상이 가능할 것으로 추정되나, 이는 LK-99가 도핑된 상태에서만 가능하고 초전도 없는 반자성은 불가능할 것으로 추정했다.                                                                       | arXiv: Liang Si & Karsten Held.             |
| 콜로라도 대학교 볼더, 국립 재생 가능 에너지 연구소, & 킹스 칼리지 런던 | 미국, 영국                 | DFT 분석에서 비슷한 결과가 나왔다. 구리-산소와의 상호작용이 약하고 혼성 상태가 최소화된 경우에 LK-99와 같은 종류의 물질은 LK-99가 그럴 것인지에 대한 여부와 상관 없이 높은 전이온도를 보이는 초전도 현상이 가능할 수 있다고 분석했다. | arXiv: Rafal Kurleto, et al.                |
| 인도 공과대학교 마드라스 수리과학연구소                                | 인도                       | LK-99의 초전도 현상 원리를 이론화하여 LK-99 내의 구리 사슬이 일종의 모트 절연체 역할을 하여 주변의 절연체 요소와 상호작용할 수 있다고 분석했다.                                                                                       | arXiv: G. Baskaran.                         |
| 캘리포니아 대학교 어바인 및 토론토 대학교                              | 미국, 캐나다               | LK-99의 플랫 밴드에서 볼 수 있는 주요 특징을 재현할 수 있는 최소한의 가정 모델을 제안하고 추정되는 초전도 배열 변수의 대칭성에 대해 논의했다.                                                                                         | arXiv: Omid Tavakol & Thomas Scaffidi       |
| 칠레 대학교                                                            | 칠레                       | DFT 분석에서 플랫 밴드 내에 대규모의 전자-포논 결합을 찾아냈다. | arXiv: J. Cabezas-Escares, et al.           |

1. 1 2 3  밀도범함수 이론(DFT) 분석은 서로의 작업을 보지 않은 채 같은 날에 보고되었으나 대부분의 분석이 서로 중복되었다.

황화 구리(I)의 상전이를 초전도체라는 증거로 착각했다는 연구가 발표되었다.

## 같이 보기
- BSCCO

## 참고 문헌
- 최동식 (1994년 5월 17일). 초전도혁명의 이론적 체계. ISBN 89-7641-276-1. 2023년 7월 27일에 원본 문서에서 보존된 문서. 2023년 7월 27일에 확인함.
- “벽에 부딪친 초전도 연구에 돌파구 제시한 고려대 최동식 교수”. 《과학동아》 (Interview with T.S. Chair): 106‒107. September 1993. 2023년 3월 20일에 원본 문서에서 보존된 문서. 2023년 8월 4일에 확인함.
- Krivovichev, Sergey V.; Burns, Peter C. (2002년 10월 17일). “Crystal chemistry of lead oxide phosphates: crystal structures of Pb4O(PO4)2, Pb8O5(PO4)2 and Pb10(PO4)6O”. 《Zeitschrift für Kristallographie – Crystalline Materials》 (Munich: Oldenbourg Wissenschaftsverlag, 2003년 5월 1일에 출판됨). doi:10.1524/zkri.218.5.357.20732. The compound Pb10(PO4)6O has been designated 'oxypyromorphite' … Pb10(PO4)6O crystallizes with an apatite-type structure. The structure contains a single O atom that is not part of a PO4 tetrahedron; it has a site occupancy factor of 0.25 and is located on the 63 axis.
- Lowe, Derek (2023년 7월 26일). “Breaking Superconductor News”. Chemical News. 《In the Pipeline》 (blog) (American Association for the Advancement of Science). 2023년 7월 26일에 원본 문서에서 보존된 문서. 2023년 7월 26일에 확인함 – Science.org 경유.
- Orf, Darren (2023년 7월 27일). “Scientists Claim They Found the Holy Grail of Superconductors”. Energy. 《Popular Mechanics》. 2023년 7월 28일에 확인함.
- Harris, Margaret (2023년 7월 27일). “Have scientists in Korea discovered the first room-temperature, ambient-pressure superconductor?”. 《Superconductivity blog》. Physics World. Institute of Physics. 2023년 7월 29일에 확인함.
- Cho, Adrian (2023년 7월 27일). “A spectacular superconductor claim is making news. Here's why experts are doubtful”. Physics News. 《Science.org》 (American Association for the Advancement of Science). doi:10.1126/science.adk0021. 2023년 7월 29일에 확인함. Michael Norman, a theorist at Argonne National Laboratory …  says, researchers at Argonne and elsewhere are already trying to replicate the experiment.